# Peucedanum
Peucédan
Genre
Classification GRIN
Peucedanum, le Peucédan,,, est un genre de plantes à fleurs dicotylédones de la famille des Apiacées (Ombellifères). Son nom latin dérive du grec πευκέδανον / peukédanon, lui même formé à partir de πεύκη / peukê (« pin ») pour désigner des plantes à l'odeur de résine.

## Répartition
Ce genre est représenté par plus de 70 espèces dans toute l'Eurasie et en Afrique du Nord (paléarctique).

## Liste des espèces
Selon Plants of the World online (POWO) (12 novembre 2023) :
- Peucedanum adae Woronow
- Peucedanum akaliniae Akpulat, Gürdal & Tuncay
- Peucedanum alpinum (Sieber ex Schult.) B.L.Burtt & P.H.Davis
- Peucedanum alsaticum L.
- Peucedanum ampliatum K.T.Fu
- Peucedanum anamallayense C.B.Clarke
- Peucedanum austriacum (Jacq.) W.D.J.Koch
- Peucedanum autumnale (J.Thiébaut) Bernardi
- Peucedanum belutschistanicum H.Wolff
- Peucedanum cervaria (L.) Lapeyr.
- Peucedanum cervariifolium C.A.Mey.
- Peucedanum ceylanicum Gardner
- Peucedanum chujaense K.Kim, S.H.Oh, Chan S.Kim & C.W.Park
- Peucedanum cordatum Balf.f.
- Peucedanum coreanum Nakai
- Peucedanum coriaceum Rchb.
- Peucedanum dehradunense Babu
- Peucedanum dhana Buch.-Ham. ex C.B.Clarke
- Peucedanum dielsianum Fedde ex H.Wolff
- Peucedanum dissolutum (Diels) H.Wolff
- Peucedanum gabrielae R.Frey
- Peucedanum gallicum Latourr.
- Peucedanum guangxiense R.H.Shan & M.L.Sheh
- Peucedanum guvenianum Yıldırım & H.Duman
- Peucedanum harry-smithii Fedde ex H.Wolff
- Peucedanum henryi H.Wolff
- Peucedanum hispanicum (Boiss.) Endl.
- Peucedanum huangshanense Lu Q.Huang, H.S.Peng & S.S.Chu
- Peucedanum hyrcanicum H.Gholiz., Naqinezhad & Mozaff.
- Peucedanum insolens Kitag.
- Peucedanum japonicum Thunb.
- Peucedanum lancifolium Lange
- Peucedanum latifolium (M.Bieb.) DC.
- Peucedanum ledebourielloides K.T.Fu
- Peucedanum longshengense R.H.Shan & M.L.Sheh
- Peucedanum lowei (Coss.) Menezes
- Peucedanum mashanense R.H.Shan & M.L.Sheh
- Peucedanum medicum Dunn
- Peucedanum miroense K.Kim, H.J.Suh & J.H.Song
- Peucedanum morisonii Besser ex Schult.
- Peucedanum muliense M.L.Sheh
- Peucedanum multivittatum Maxim.
- Peucedanum nagpurense (C.B.Clarke) Prain
- Peucedanum nanum R.H.Shan & M.L.Sheh
- Peucedanum nepalense P.K.Mukh.
- Peucedanum officinale L.
- Peucedanum oreoselinum (L.) Moench
- Peucedanum ostruthium (L.) W.D.J.Koch
- Peucedanum ozhatayiorum Akpulat & Akalın
- Peucedanum palustre (L.) Moench
- Peucedanum parkinsonii Fedde ex H.Wolff
- Peucedanum pimenovii Mozaff.
- Peucedanum pradeepianum K.M.P.Kumar, Hareesh & Balach.
- Peucedanum puberulum (Turcz.) Turcz. ex Schischk.
- Peucedanum rablense (Wulfen) W.D.J.Koch
- Peucedanum rochelianum Heuff.
- Peucedanum ruthenicum M.Bieb.
- Peucedanum sandwicense Hillebr.
- Peucedanum shanianum F.L.Chen & Y.F.Deng
- Peucedanum siamicum Craib
- Peucedanum songpanense R.H.Shan & F.T.Pu
- Peucedanum tauricum M.Bieb.
- Peucedanum tongkangense K.Kim, H.J.Suh & J.H.Song
- Peucedanum vaginatum Ledeb.
- Peucedanum venetum (Spreng.) W.D.J.Koch
- Peucedanum verticillare (L.) W.D.J.Koch ex DC.
- Peucedanum violaceum R.H.Shan & M.L.Sheh
- Peucedanum vogelianum Emb. & Maire
- Peucedanum vourinense (Leute) Hartvig
- Peucedanum wawrae (H.Wolff) S.W.Su ex M.L.Sheh
- Peucedanum winkleri H.Wolff
- Peucedanum wulongense R.H.Shan & M.L.Sheh
- Peucedanum yunnanense H.Wolff
- Peucedanum zedelmeierianum Manden.

## Synonymes
Selon Plants of the World online (POWO) (12 novembre 2023) :
- Alvardia Fenzl in Flora 27: 312 (1844)
- Analyrium E.Mey. ex C.Presl in Abh. Königl. Böhm. Ges. Wiss., ser. 5, 3: 505 (1845)
- Angelium (Rchb.) Opiz in F.Berchtold, Oekon.-Techn. Fl. Böhm. 2(2): 26 (1839)
- Apseudes Raf. in Good Book: 57 (1840)
- Archemora DC. in Prodr. 4: 188 (1830)
- Calestania Koso-Pol. in Bull. Soc. Imp. Naturalistes Moscou, n.s., 29: 174 (1915 publ. 1916)
- Cervaria Wolf in Gen. Pl.: 28 (1776), nom. superfl.
- Elaeochytris Fenzl in J.von Russegger, Reisen 1(2): 957 (1843)
- Eulophus Nutt. in J. Acad. Nat. Sci. Philadelphia 7: 27 (1834), nom. illeg.
- Euryptera Nutt. in J.Torrey & A.Gray, Fl. N. Amer. 1: 629 (1840)
- Imperatoria Tourn. ex L. in Sp. Pl.: 259 (1753)
- Libanotis Hill in Brit. Herb.: 420 (1756), nom. rej.
- Macroselinum Schur in Verh. Mitth. Siebenbürg. Vereins Naturwiss. Hermannstadt 4: 30 (1853)
- Oreoselinum Mill. in Gard. Dict. Abr., ed. 4.: [s.p.] (1754)
- Oreoselis Raf. in Good Book: 56 (1840)
- Ormosolenia Tausch in Flora 17: 348 (1834)
- Ostruthium Link in Handbuch 1: 360 (1829), nom. superfl.
- Peucedanon St.-Lag. in Ann. Soc. Bot. Lyon 7: 131 (1880), orth. var.
- Pteroselinum Rchb. in Fl. Germ. Excurs. 2: 453 (1832)
- Selinum L. in Sp. Pl.: 244 (1753), nom. rej.
- Thyselium Raf. in Good Book: 52 (1840)
- Thysselinum Adans. in Fam. Pl. 2: 100 (1763), nom. superfl.
- Tommasinia Bertol. in Fl. Ital. 3: 414 (1838)
- Xanthoselinum Schur in Enum. Pl. Transsilv.: 264 (1866)